# 리톱스
리톱스(영어: Lithops)는 남아프리카와 남서아프리카 사막지대에 자라는 식물이다. 새벽과 아침에 생기는 이슬을 먹고 자라며, 이름은 "돌"을 의미하는 고대 그리스어 λίθος(líthos)와 "얼굴"을 의미하는 ὄψ(óps)의 합성어로 식물의 돌 같은 모양을 나타낸다. 실제로 리톱스는 조약돌과 비슷하게 생겨 동물에게서부터 숨는다.

## 생김새

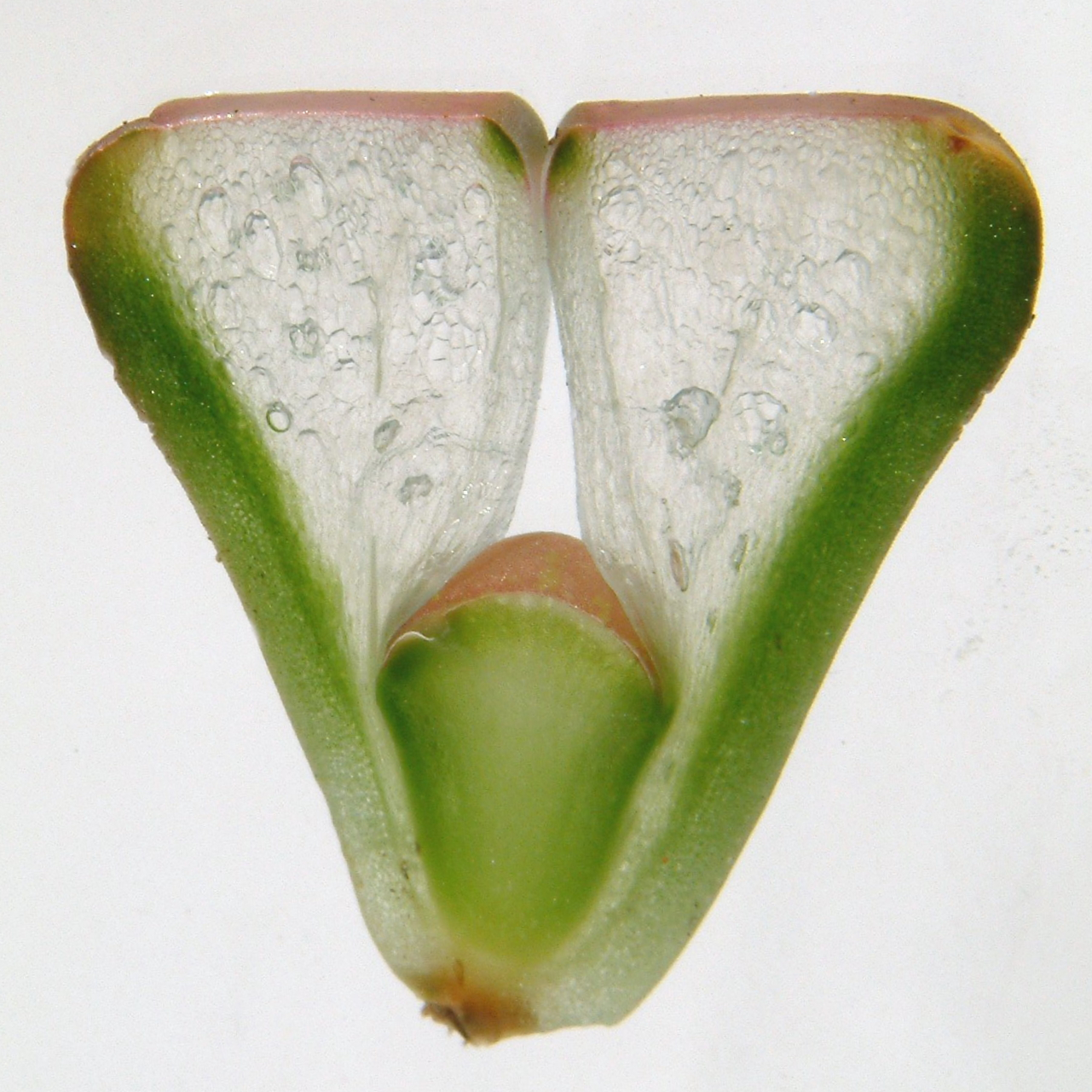
리톱스의 내부.

이름에서 알 수 있듯이  이 식물은 주변의 자갈과 색이 비슷하여 찾기 어렵다.
대부분을 땅 밑에 두고 있는데, 이는 첫 번째로 강렬한 햇빛으로 인한 피해와 수분 손실을 방지하기 위함이고, 두 번째는 동물의 먹이가 되는 것을 피하기 위함이다. 투명한 부분은 상피창(epidermal windows/잎의 투명한 부분)으로, 강렬한 햇빛에 해를 입는 것을 방지하는데 이용된다. 이 상피창으로 걸러진 햇빛은 엽록체가 있는 잎의 밑부분에서 광합성을 하는데 이용된다. 하지만 햇빛이 지나치게 강렬할 경우 상피창이 돋보기 역할을 하여 식물 전체가 끓어 죽을 수 있다.
새 순은 원래 있던 잎의 사이에서 자라나며, 이 과정에서 구엽에 있던 수분과 영양소는 전부 신엽으로 이동하며, 모두 이동한 후에 구엽은 말라서 떨어져나간다. 꽃은 한 쌍의 잎으로 이루어진 한 개체의 잎 사이에서 하나씩 피고, 주로 흰색과 노란색이며, 드물게 빨간색도 있다.

## 사진

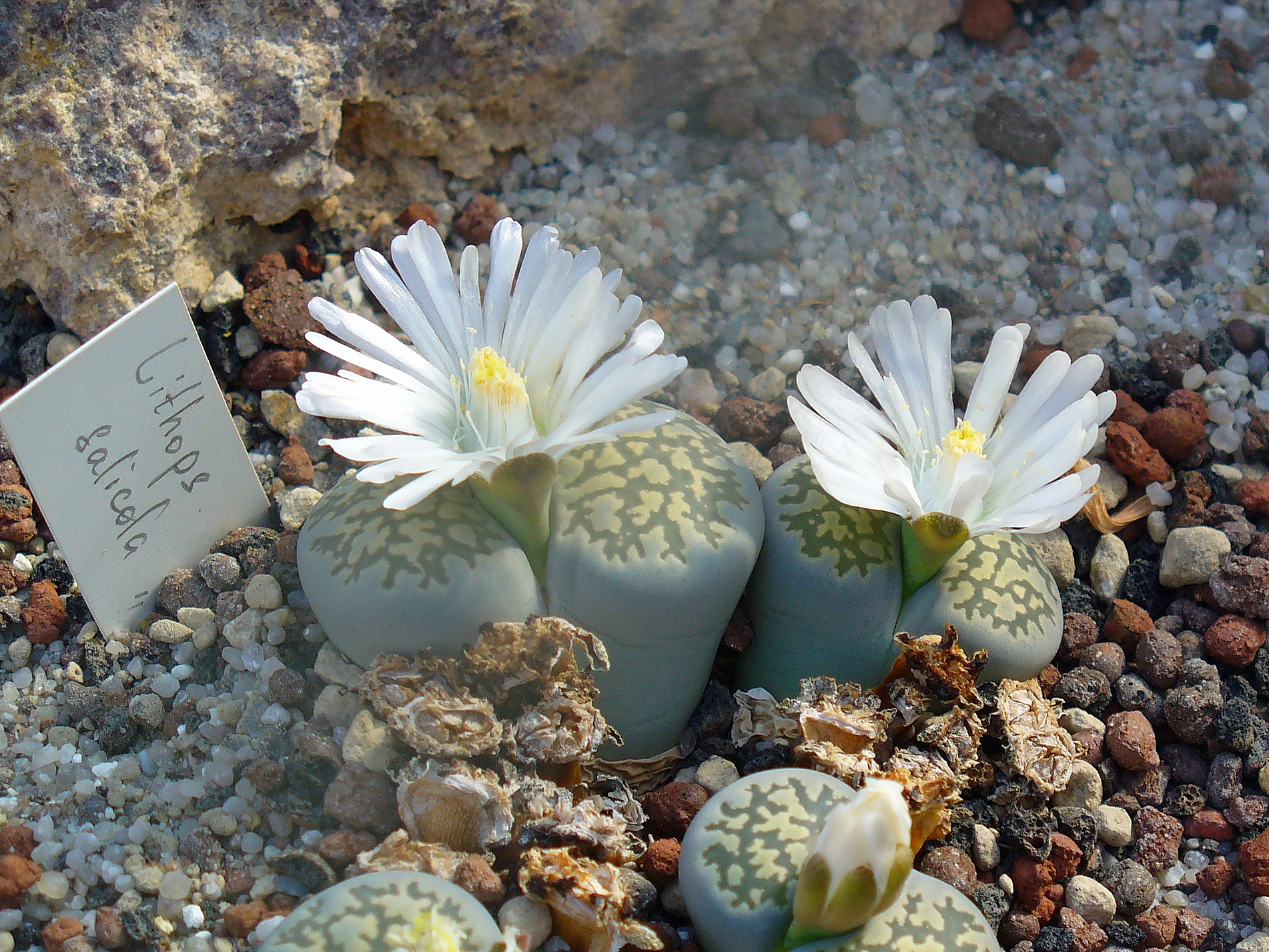
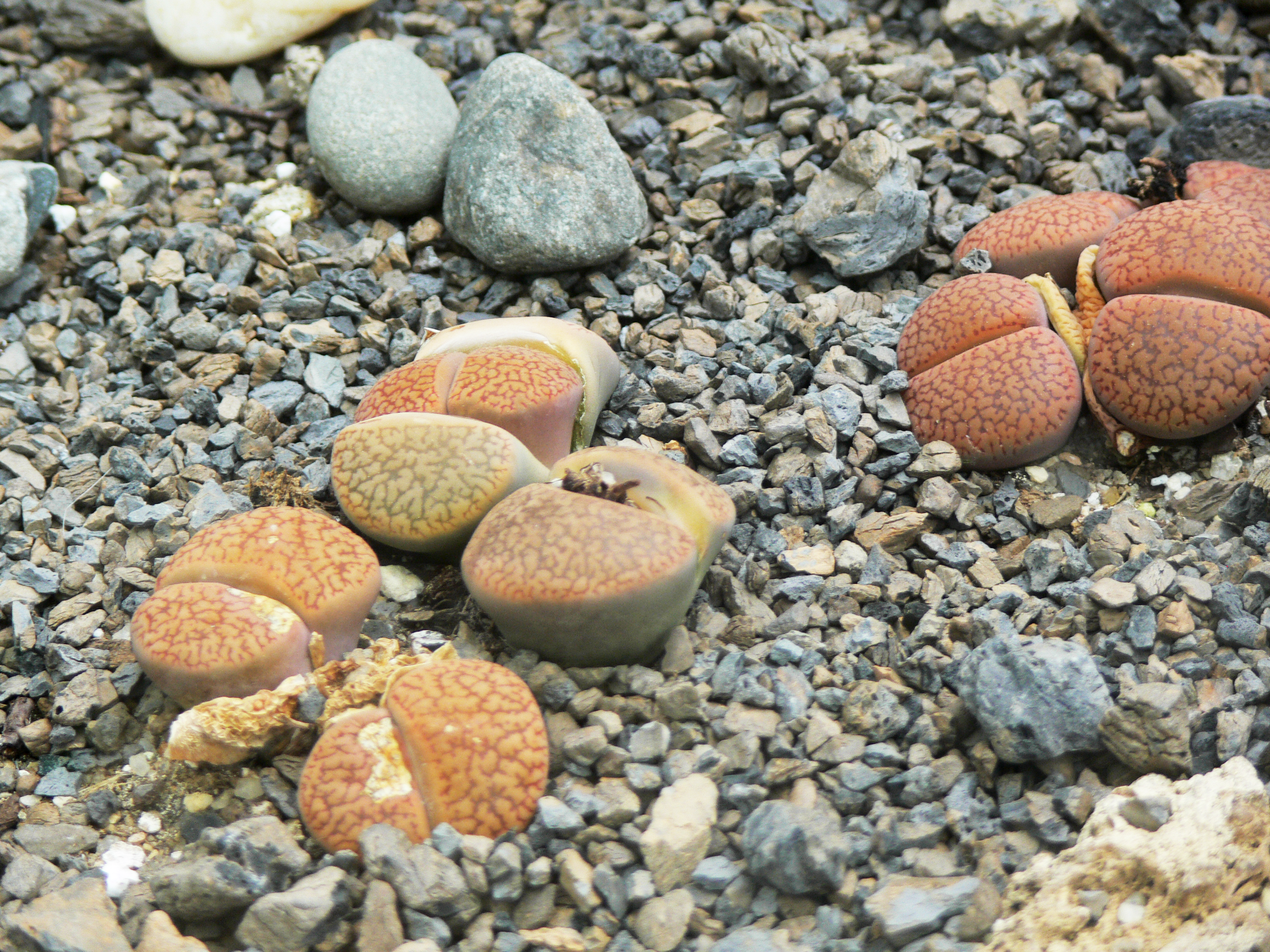
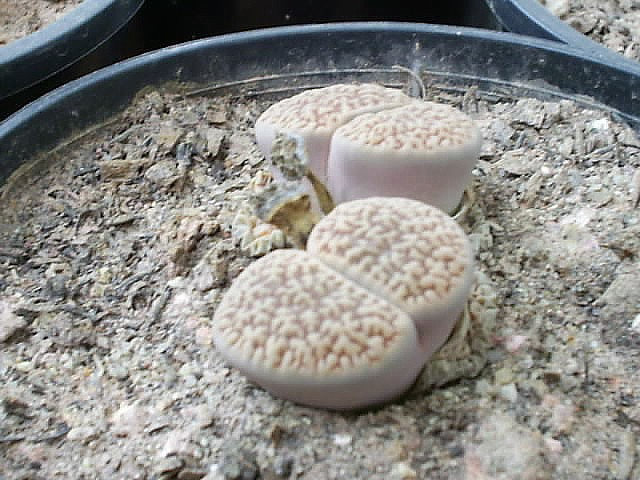

다양한 리톱스의 모습.